# Macronicophilus venezolanus
Macronicophilus venezolanus är en mångfotingart som beskrevs av Pereira, Foddai och Minelli 2000. Macronicophilus venezolanus ingår i släktet Macronicophilus och familjen Macronicophilidae.
Artens utbredningsområde är Venezuela. Inga underarter finns listade i Catalogue of Life.